# Яковлев, Фёдор Иванович
Фёдор Иванович Яковлев (ум. 1853) — русский писатель

 и педагог.

## Биография
Об его детстве и отрочестве сведений практически не сохранилось, да и прочие биографические сведения о нём очень скудны и отрывочны; известно, что Фёдор Яковлев родился в городе Москве. По окончании Московской духовной академии он занял место наставника в этой же академии. 
Перу Ф. И. Яковлева принадлежит ряд произведений светского и духовного содержания: «Обозрение ХVІ столетия в отношении к успехам в науках и словесности» (1825 год), «Апостолы Петр, Андрей и Иаков», (М., 1849 год), «Надпись на кресте Господа нашего Иисуса Христа» (напечатано уже после его смерти в 1854 году) и другие. 
Фёдор Иванович Яковлев скончался в 1853 году.